# Лотт, Йоханнес Адович
Йоханнес Адович Лотт (эст. Johannes Adowicz Lott; 28 февраля 1930 — 3 июня 2024) — советский хозяйственный, государственный и политический деятель.

## Биография
Родился 28 февраля 1930 года в селе Саарепере. Член КПСС с 1955 года.
С 1954 года — на хозяйственной, общественной и политической работе. В 1954—2005 годах — первый секретарь Отепяского райкома ЛКСМ Эстонии, секретарь комитета комсомола Тартуского государственного университета, председатель профкома университета, заместитель председателя исполкома Тартуского городского Совета депутатов трудящихся, первый секретарь Тартуского горкома КП Эстонии, министр культуры Эстонской ССР, работник органов прокуратуры Эстонии, заместитель декана юридического факультета в Международном колледже прикладных социальных наук, адвокат.
Избирался депутатом Верховного Совета Эстонской ССР 8-11-го созывов.
Жил в Пярну. Скончался 3 июня 2024 года на 95-м году жизни.